# Rob Harrison
Pour les articles homonymes, voir Harrison.
Robert « Rob » Neil Harrison (né le 5 juin 1959) est un athlète britannique, spécialiste des courses de demi-fond.

## Biographie
Il remporte le titre du 800 mètres lors des Championnats d'Europe en salle 1985, à Athènes en devançant dans le temps de 1 min 49 s 09 le Roumain Petre Dragoescu et le Soviétique Leonid Masunov. 

### Palmarès
| Date | Compétition                    | Lieu      | Résultat | Épreuve |
| ---- | ------------------------------ | --------- | -------- | ------- |
| 1985 | Championnats d'Europe en salle | Athènes   | 1er      | 800 m   |
| 1986 | Jeux du Commonwealth           | Édimbourg | 4e       | 1 500 m |

### Records
| Épreuve | Épreuve   | Performance   | Lieu    | Date            |
| ------- | --------- | ------------- | ------- | --------------- |
| 800 m   | Plein air | 1 min 45 s 31 | Oslo    | 21 juillet 1984 |
| 800 m   | Salle     | 1 min 47 s 72 | Athènes | 2 mars 1985     |
| 1 500 m | Plein air | 3 min 35 s 74 | Cwmbran | 26 mai 1986     |
| 1 500 m | Salle     | 3 min 42 s 95 | Cosford | 26 janvier 1985 |